# Hầu tước xứ Camden

Huy hiệu của Hầu tước xứ Camden

Hầu tước xứ Camden (tiếng Anh: Marquessate of Camden) là một tước hiệu trong Đẳng cấp quý tộc Vương quốc Liên hiệp Anh. Nó được tạo ra vào năm 1812 cho chính trị gia John Pratt, Bá tước thứ 2 xứ Camden. Gia tộc Pratt là hậu duệ của John Pratt, Chánh án đại thần của Anh và xứ Wales từ năm 1718 đến năm 1725. Con trai thứ ba của ông từ cuộc hôn nhân thứ hai, Charles Pratt, cũng là một luật sư và chính trị gia nổi tiếng và từng là Đại Chưởng ấn từ năm 1766 đến năm 1770. Năm 1765, ông được trao tước vị Nam tước xứ Camden thuộc Đẳng cấp quý tộc Đại Anh, của Camden Place ở Hạt Kent, và vào năm 1786, ông còn được vinh danh hơn nữa khi được phong làm Tử tước xứ Bayham, của Bayham Old Abbey ở Hạt Kent, và Bá tước xứ Camden. Những tước hiệu này cũng thuộc Đẳng cấp quý tộc Đại Anh. Lãnh chúa Camden đã kết hôn với Elizabeth, con gái của Nicholas Jeffreys, ở Priory, Brecknockshire, Xứ Wales.
Con trai của họ, Bá tước thứ hai, là một chính trị gia và đáng chú ý, từng là Lord Lieutenant của Ireland và là Chủ tịch Hội đồng Lãnh chúa. Năm 1812, ông được phong làm Bá tước xứ Brecknock và Hầu tước xứ Camden. Con trai của ông, Hầu tước thứ hai, đại diện cho Ludgershall, Bath và Dunwich trong Hạ viện Anh và cũng từng là  Lord Lieutenant xứ Brecknockshire. Năm 1835, Lãnh chúa Camden được gọi vào Viện Quý tộc Anh thông qua một văn bản với tước hiệu Nam tước xứ Camden, một tước hiệu phụ của cha mình. Con trai của ông, Hầu tước thứ ba, đã có một thời gian ngắn làm Thành viên Quốc hội cho Brecon vào năm 1866, trước khi ông kế vị cha mình và ngồi vào Viện Quý tộc. Khi ông qua đời sớm, các tước vị được truyền cho đứa con trai ba tháng tuổi của ông, Hầu tước thứ tư. Đáng chú ý, ông là Lord Lieutenant xứ Kent từ năm 1905 đến năm 1943. Kể từ năm 2017, cháu trai của ông, Hầu tước thứ sáu, người kế vị cha ông vào năm 1983, nắm giữ các tước hiệu ngang hàng. Lãnh chúa Michael Pratt là con trai nhỏ của Hầu tước thứ năm.
Camden Town ở Luân Đôn được đặt theo tên của Charles Pratt, Bá tước Camden thứ nhất, và con voi trong huy hiệu của Hầu tước xứ Camden đã xuất hiện trên huy hiệu của Khu Camden ở Luân Đôn.
Trụ sở của gia đình là Wherwell House, gần Andover, Hampshire. Cho đến đầu những năm 1980, gia đình này cũng sở hữu Bayham Abbey Estate, gần Lamberhurst, Kent.